# Новобжегокай
Новобжегокай (рос. Новобжегокай; адиг. БжыхьэкъоякІ) — аул у республіці Адигеї, піпорядкований Енемському міському поселенню Тахтамукайського району.

## Географія
Розташований на правому березі річки Афіпс, при впадінні її в Шапсугське водосховище, за 5 км на захід від центру поселення — селища міського типу Енем. На протилежному березі річки розташоване селище Афіпський.

## Історія
Аул заснований у 1881 році.

## Населення
Населення аулу за останні роки:
- 2002 — 426[3];
- 2010 — 375[4]:
- 2013 — 368.